# جیمی درو
جیمی درو (انگلیسی: Jamie Drew؛ زادهٔ ۷ دسامبر ۱۹۷۳) دوچرخه‌سوار اهل استرالیا است. وی قهرمان مسابقات ملی دوچرخه‌سواری جاده استرالیا در سال ۲۰۰۰ شده است. 